# Sextus Quinctilius Varus
Sextus Quinctilius Varus (?? – 42 př. n. l.) byl římský patricij, senátor, politik, válečník, otec známějšího syna jménem Publius Quinctilius Varus. 

## Život
Rod  Quinctiliů, ač patricijský a zakladatelský rod Říma (dokonce se jednalo o takzvaný sacrum gentilicum, jeden ze dvou rodů, jejichž názvy se označovala kněžská kolegia – tím druhým byli Fabiovci) nepatřil k nejvýznamnějším. Za celou dobu existence republiky dosáhl úřadu konzula pouze jediný člen, a to Sextus Quinctilius Varus v roce 453 př. n. l. Ostatní členové rodu byli nejvýše praetory.
Narození Sexta je neznámé, roku 49 př. n. l. byl zvolen do funkce kvestora. Vystupoval jako přesvědčený optimát a Pompeiův přívrženec, který před Caesarem bránil město Confirnium. Město před Caesarem zachránil, a po úspěšném Caesarově tažení nebyl jako protivník popraven, ale omilostněn. Po získání milosti se odebral do Afriky k pompeiovcům, kde se aktivně účastnil bojů s Caesarovým vyslancem Curiem. Když byl Curio poražen, do války se zapojil Caesar. Po porážce posledních Pompeiovců byl Sextus opět omilostněn, ale byl mu zakázán vstup do Říma.
V pramenech se objevil znovu roku 44 př. n. l., jako jeden z lidí podporujících kroužek konzervativních senátorů okolo Bruta a Cassia. Jeho podíl na vraždě Julia Caesara není znám, protože nebyl v pramenech uváděn.
V bitvě u Filipp roku 42 př. n. l., kterou Caesarovi vrazi prohráli, zvítězili členové druhého triumvirátu. Sextus patřil k poražené straně a dal se zabít svým propuštěncem.